# Malacocincla
Malacocincla är ett fågelsläkte i familjen marktimalior inom ordningen tättingar. Släktet omfattar tre arter med utbredning från östra Himalaya till Borneo och Java:
- Rostgumpad timalia (M. abbotti)
- Sepiatimalia (M. sepiaria)
- Glasögontimalia (M. perspicillata)